# Dual-SIM-Handy

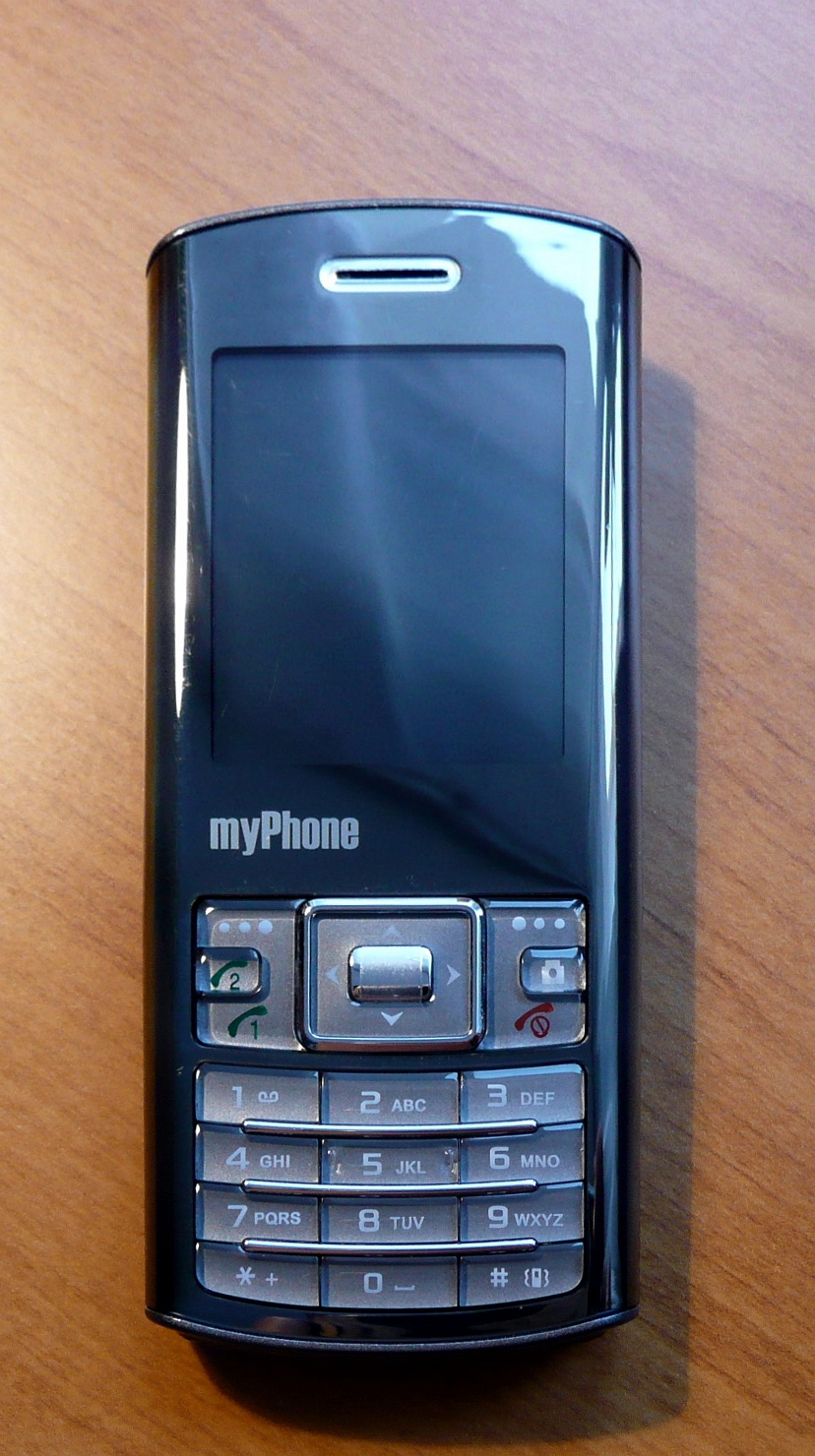
Dual-SIM-Mobiltelefon mit zwei grünen Telefonhörersymbolen auf zwei separaten Verbindungstasten

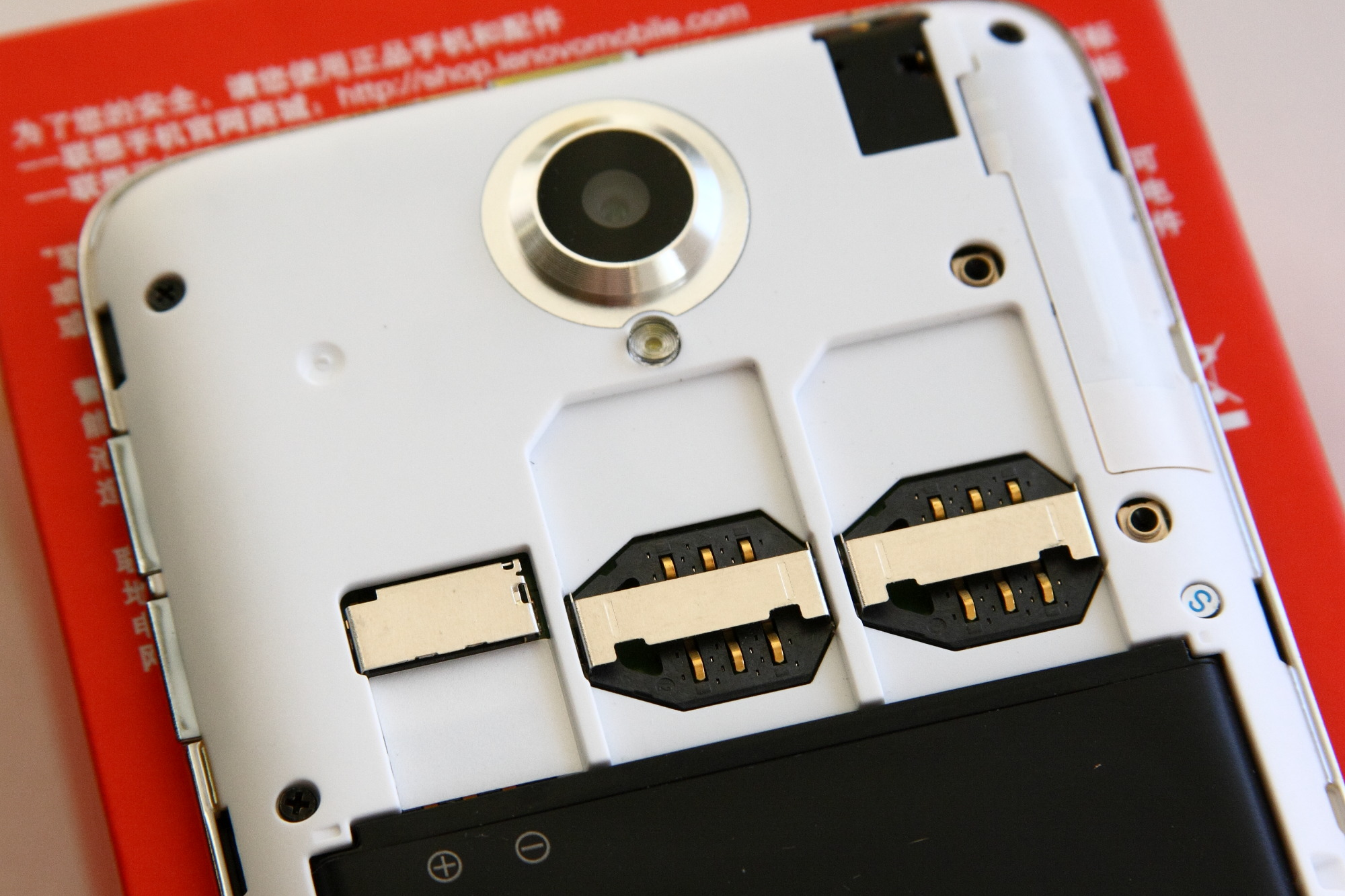
Zwei SIM-Steckplätze auf der geöffneten Rückseite eines Dual-SIM-Smartphones

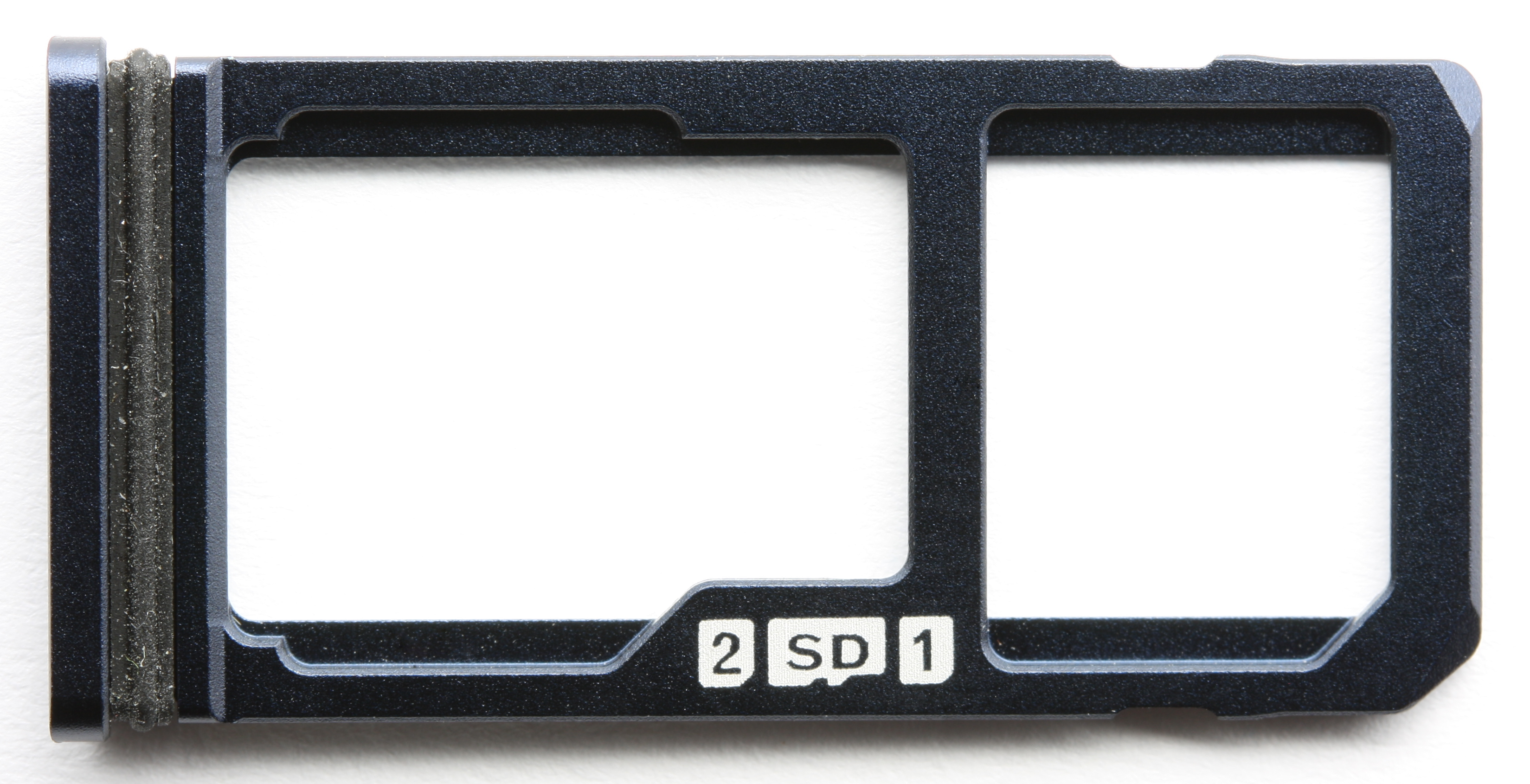
Ein Einschubrahmen für zwei SIM-Karten eines Smartphones. Die linke Aufnahme kann stattdessen auch für eine microSD-Karte verwendet werden

Ein Dual-SIM-Handy ist ein Mobiltelefon, das zwei SIM-Karten fassen und abwechselnd oder teilweise gleichzeitig nutzen kann. Einige Exemplare haben einen zweiten Transceiver.

## Zweck
Es gibt viele Gründe, mehr als einen Mobilfunkanschluss im selben Gerät zu nutzen. Dazu gehören die Trennung privater und dienstlicher Gespräche, das Vermeiden des SIM-Karten-Wechsels bei häufigem Auslandsaufenthalt und die gezielte Nutzung unterschiedlicher Tarife, wie eines Telefon- und eines Daten-Pauschaltarifs („Flatrate“). Insbesondere sind Dual-SIM-Handys dort beliebt, wo geringere Preise für Anrufe zwischen Kunden desselben Anbieters anfallen. Dual-SIM-Geräte ermöglichen Nutzern, getrennte Kontaktlisten auf jeder SIM-Karte zu haben, und machen Roaming dadurch einfacher, dass ein ausländisches Netz genutzt wird, aber die lokale Karte behalten werden kann. Verkäufer von ausländischen SIMs für Reisen empfehlen oft die Nutzung von Dual-SIM, um die Karte des Anbieters des eigenen Landes durch ihre Karte auf demselben Handy zu ersetzen, ohne dass die Veränderung groß auffallen würde.

## Geschichte
Den ersten Vorläufer des Dual-SIM-Handys brachte der finnische Hersteller Benefon im Sommer 2000 mit dem Benefon twin auf den Markt. Das Gerät konnte zwar zwei SIM-Karten aufnehmen, aber nicht gleichzeitig nutzen. Die zu nutzende Karte musste beim Einschalten ausgewählt werden, ein Wechsel war nur durch Ausschalten und Neuwahl nach nochmaligem Einschalten möglich. Das war wohl der Grund dafür, warum das Modell kein durchschlagender Erfolg war und Nachahmer ausblieben.
In den Folgejahren wurden hingegen sogenannte Dual-SIM-Adapter populär, die zwei Karten aufnehmen können und an den Netzkarten-Steckplatz des Mobiltelefons angeschlossen werden. Die ersten solchen Adapter waren so groß, dass sie nur extern mitgeführt werden konnten, weshalb sie nur geringe Verbreitung fanden. 2003 kamen Dual-SIM-Adapter auf den Markt, mit denen fast jedes handelsübliche Telefon intern nachgerüstet werden konnte. Doch bei allen diesen Adaptern ist nur ein Wechselbetrieb zwischen zwei (oder mehr) SIM-Karten möglich, aber keine gleichzeitige Sende- und Empfangsbereitschaft.
Im Jahr 2006 begannen Mobilfunkhersteller aus China und weiteren asiatischen Ländern, Geräte für den gleichzeitigen Betrieb beider Karten auf den Markt zu bringen. Diese wurden zunächst nur auf dem Binnen- bzw. asiatischen Markt angeboten. Über Online-Handelsportale wie eBay wurden sie jedoch weltweit erhältlich. Seit Anfang 2007 wurden sie vereinzelt auch von privaten Anbietern aus Deutschland und der EU angeboten.
Manche chinesische Unternehmen statten Handys vor allem in Asien preisgünstig mit Dual-SIM aus. Die Handys, die gewöhnlich auch Touchscreen-Interfaces sowie weitere moderne Eigenschaften aufweisen, werden gewöhnlich für einen viel geringeren Preis als Markenhandys verkauft. Während einige solcher Handys unter typischen Namen verkauft werden oder einen neuen Markennamen von kleineren Unternehmen mit eigener Marke bekommen, produzieren zahllose Hersteller, vor allem in China, Dual-SIM-Handys mit gefälschtem Markenzeichen, wie mit denen von Nokia oder Samsung. Dies geschieht entweder als optisch identische Klone der Originale oder in völlig anderem Design, aber mit dem Logo eines bekannten Herstellers, um von dem Wiedererkennungsmerkmal oder dem Image der Marke zu profitieren.
Auf der hannoverschen Informationstechnik-Messe Cebit im März 2007 stellten mehrere asiatische Hersteller Dual-SIM-Geräte vor. Nach der Cebit, noch im März 2007, nahm das Elektronik-Versandhaus Conrad als erster großer deutscher Händler ein Dual-SIM-Mobiltelefon ins Sortiment auf, nach mehrmaliger Verschiebung des Liefertermins und Modellwechsel waren seit Anfang 2008 Geräte lieferbar.
Seit November 2007 bot Samsung mit dem D880 als erster namhafter Hersteller ein Dual-Sim-Mobiltelefon an. Das Gerät wurde zunächst nur in Asien und in Russland verkauft, wobei die russische Variante auch ein deutsches Menü enthält. Seit März 2008 wurde das Gerät auch offiziell in Deutschland vertrieben. Über EU-Import war inzwischen auch der Nachfolger D980 erhältlich.
Anfang 2008 erfolgte ein Durchbruch, als mehrere Modelle verschiedener (meist No-Name-)Anbieter auf den Markt kamen, die teilweise auch von großen Ketten bzw. Online-Versendern erhältlich waren.
Im Jahr 2012 gab es zu günstigen Preisen bereits eine größere Anzahl Dual-SIM-Geräte, sowohl als Smartphone als auch als einfaches Billiggerät; der finnische Hersteller Nokia bot mit dem Nokia 101 ein Dual-SIM-Modell für etwa 30 EUR an.
Windows Phone unterstützt seit der Version 8.1 (Anfang April 2014) Dual-SIM-Modelle. In der Folge stellte unter anderem Nokia einige Modelle auch als Dual-SIM-Variante vor. Dies sind die Modelle Lumia 530 Dual-SIM, wie auch das Model Lumia 630 Dual-SIM.
Dual-SIM-Handys sind in Entwicklungsländern weit verbreitet, vor allem in Südostasien und auf dem indischen Subkontinent. Unternehmen wie Karbonn Mobiles, LYF, Micromax und Cherry Mobile bringen dort Feature-Phones und Smartphones mit mehreren SIM-Einschüben heraus.
Das französische Unternehmen Wiko Mobile ist ein Beispiel für einen Hersteller, der sich auf die Vermarktung chinesischer Dual-SIM-Handys spezialisiert hat, welche unter einem neuen Markennamen in einigen europäischen Ländern sowie in Nordwestafrika verkauft werden.

## Varianten
- Dual-SIM-Standby/Dual-SIM-Dual-Standby:[7]

Mobiltelefon mit einem Transceiver (Sende-Empfangseinheit), bei welchem beide SIM-Karten über ein Zeitmultiplexverfahren (TDMA) gleichzeitig im Netz eingebucht sind und Gespräche empfangen oder tätigen können. Wird über eine SIM-Karte ein Gespräch geführt, ist die zweite SIM-Karte nicht erreichbar, und auch Datenverbindungen während des Gespräches können nur durch die aktive SIM-Karte über LTE/UMTS aufgebaut werden, da die SIM-Karte der aktiven Leitung den Transceiver belegt.
Sofern die Mobilfunkanbieter die nötigen Leistungsmerkmale anbieten, kann bei manchen Modellen über ein Menü eine Anrufweiterschaltung (CF) bei Nichterreichbarkeit aktiviert werden (z. B. „Dual-SIM Always On“). Ein Anruf auf die gerade nicht aktive SIM-Karte (z. B. SIM2) wird nun automatisch auf die Telefonnummer der aktiven SIM-Karte (SIM1) umgeleitet und kann dort prinzipiell anklopfen und gemakelt werden. Wird der weitergeleitete Anruf angenommen oder auf die Mobilbox der aktiven SIM-Karte (SIM1) umgeleitet, verursacht diese Weiterleitung allerdings Kosten für den Vertrag der nicht aktiven SIM-Karte (SIM2). Diese Funktion könnte so oder ähnlich aber auch direkt bei beiden Anbietern, z. B. über USSD-Codes (auch GSM-Codes genannt), vorgenommen werden.
- Dual-SIM-Active/Dual-SIM-Dual-Active/Dual-SIM-Full-Active:

Handy mit zwei unabhängigen Transceivern (Sende-Empfangseinheiten). Hierbei sind beide Karten gleichzeitig empfangs- und sendebereit. Je nach Modell und Mobilfunkanbieter ist Anklopfen und Makeln von Gesprächen zwischen beiden SIM-Karten möglich. Allerdings ist es nicht möglich, eine Dreierkonferenz über beide Telefonnummern zu führen. Genauso wenig ist es möglich, die Datenverbindung beider SIM-Karten zu bündeln (Multipath TCP). Vielmehr muss jeweils entschieden werden, mit welcher Karte welche Aktion durchgeführt werden soll.
Viele Dual-SIM-Geräte besitzen eine Hauptkarte, über welche LTE/UMTS-Datenverbindungen aufgebaut und auch UMTS-Gespräche geführt werden können, sowie eine Nebenkarte, die sich nur über GSM/Edge ins Netz einwählen kann und eventuell für Daten gesperrt ist. Um die Hauptkarte zu wechseln, müssen bei manchen Geräten, die keinen entsprechenden Menüeintrag haben, die SIM-Karten aus dem abgeschalteten Gerät entnommen und getauscht werden Allerdings sind auch Dual-SIM-Dual-Standby-Geräte erhältlich, welche LTE/UMTS-Verbindungen beider SIM-Karten zulassen.
Einige Dual-SIM-Geräte haben einen hybriden Steckplatz für eine zweite Nano-SIM-Karte oder eine microSD-Karte, so dass sie sich entweder mit einer zweiten SIM-Karte oder mit einer SD-Karte (als Speichererweiterung) betreiben lassen. Ein solcher hybrider Steckplatz wird oft mit dem englischen Wort shared bezeichnet.

## Modelle mit mehr als zwei SIM-Karten
Die Unterbringung von mehr als zwei SIM-Karten in einem Gerät ist rein technisch kein Problem. Allerdings sind in diesen bis etwa 2010 meist in Asien hergestellten Geräten oft nur zwei SIM-Karten gleichzeitig nutzbar (unechte 3- oder 4-SIM-Handys/Tri- oder Quad-SIM-Geräte). Seit etwa 2011 gibt es echte Tri-SIM-Geräte (für drei) und Quad-SIM-Geräte (für vier SIM-Karten), die die parallele gleichzeitige Verwendung aller Karten gestatten. Diese sind auch in Deutschland über Zwischenhändler erhältlich.
Im Gegensatz zu Multi-SIM-Geräten werden bei Multi-SIM-Verträgen (TriCard, TwinCard, SIM-Karten-Duo) mehrere identische SIM-Karten zur selben Telefonnummer zur parallelen Verwendung in mehreren Geräten ausgegeben.

## Probleme bei der Markteinführung
Viele Mobilfunk-Anbieter versuch(t)en, ihre Kunden an sich zu binden, etwa durch Laufzeitverträge oder Bindung eines subventionierten Endgeräts an eine Netzkarte durch sogenanntes SIM-Lock. Sie hatten keinerlei Interesse, ihren Kunden Dual-SIM-Geräte zu verkaufen, denn diese ermöglichen die gleichzeitige und selektive Nutzung von Angeboten verschiedener Anbieter (und auch das Nutzen mehrerer Netze, z. B. E-Netz und D-Netz). Da viele Tarife eine Mischkalkulation aus relativ günstigen und relativ teuren Nutzungsarten darstellen, haben diese Anbieter ein Interesse daran, dass die Kunden alle – auch die teuren – Nutzungen im selben Tarif vornehmen.
Diese Sachverhalte konnten den Markteintritt von Dual-SIM-Mobiltelefonen nicht verhindern. Im Frühjahr 2008 kam ein Dutzend verschiedener Geräte, zum Teil von namhaften Händlern, auf den deutschen und europäischen Markt.